# Adansonia madagascariensis
Adansonia madagascariensis là một loài thực vật có hoa trong họ Cẩm quỳ. Loài này được Baill. mô tả khoa học đầu tiên năm 1874.